# Лешняке
Лешняке (словен. Lešnjake) — поселення в общині Церкниця, Регіон Нотрансько-крашка, Словенія. Висота над рівнем моря: 801,4 м.